# Шатонеф де Гадањ
Шатонеф де Гадањ (фр. Châteauneuf-de-Gadagne) насеље је и општина у Француској у региону Прованса-Алпи-Азурна обала, у департману Воклиз која припада префектури Авињон.
По подацима из 2011. године у општини је живело 3270 становника, а густина насељености је износила 242,58 становника/km². Општина се простире на површини од 13,48 km². Налази се на средњој надморској висини од 48 метара (максималној 124 m, а минималној 41 m).

## Демографија
| 1962. | 1968. | 1975. | 1982. | 1990. | 1999. | 2011. |
| ----- | ----- | ----- | ----- | ----- | ----- | ----- |
| 1.222 | 1.349 | 1.678 | 2.021 | 2.619 | 2.838 | 3.270 |

График промене броја становника у току последњих година